# Maxie Rosenbloom
Maxie Rosenbloom est un boxeur et acteur américain, né le 1er novembre 1907 à Leonard's Bridge, Connecticut, et mort le 6 mars 1976  à South Pasadena, Californie.

## Biographie

### Carrière sportive
Boxeur professionnel de 1923 à 1939, il devient à plusieurs reprises champion du monde des poids mi-lourds entre le 25 juin 1930 et le 16 novembre 1934. Il compte notamment des succès contre Pete Latzo, Jimmy Slattery, Jim Braddock, Bob Godwin, John Henry Lewis, Mickey Walker et Lou Nova.

## Distinction
- Maxie Rosenbloom est membre de l'International Boxing Hall of Fame depuis 1993[3].

## Filmographie
- 1933 : Son dernier combat (en) (King for a Night) de Kurt Neumann : Maxie
- 1934 : Punch Drunks (en) de Lou Breslow : Homme de main
- 1936 : Muss 'em Up : Snake, homme de main de Spivali
- 1936 : Kelly the Second : Butch Flynn
- 1937 : Two Wise Maids : Max Handler, Champ
- 1937 : Marry the Girl : Boxeur
- 1937 : La Joyeuse Suicidée (Nothing Sacred) : Max Levinsky
- 1938 : The Kid Comes Back : Stan Wilson
- 1938 : Monsieur Moto sur le ring (Mr. Moto's Gamble) de James Tinling : Horce 'Knock-Out' Wellington
- 1938 : La Loi de la pègre (Gangs of New York) de James Cruze : Tombstone
- 1938 : Le Mystérieux docteur Clitterhouse (The Amazing Dr Clitterhouse) : Butch
- 1938 : His Exciting Night : 'Doc' McCoy
- 1938 : Patrouille en mer (Submarine Patrol) : Marine Sentry Sgt. Joe Duffy
- 1939 : Women in the Wind : 'Stuffy' McInnes
- 1939 : The Kid from Kokomo (it) de Lewis Seiler : Curley Bender
- 1939 : Fausses Notes (Naughty But Nice) : Killer
- 1939 : À chaque aube je meurs (Each Dawn I Die) de William Keighley : Fargo Red
- 1939 : Slapsie Maxie's : Slapsie Maxie
- 1939 : 20,000 Men a Year : Walt Dorgan
- 1939 : Private Detective : Detective Brody
- 1940 : Grandpa Goes to Town : Al
- 1940 : Passport to Alcatraz : Hank Kircher
- 1940 : Public Deb No. 1 : Eric
- 1941 : Slick Chick
- 1941 : The Lady and the Lug : Slapsie Maxie Rosenbloom
- 1941 : Ringside Maisie : Chotsie
- 1941 : The Stork Pays Off : Brains Moran
- 1941 : Harvard, Here I Come! (en) de Lew Landers : Maxie
- 1941 : Louisiana Purchase : The Shadow, Wilson
- 1942 : Les Rivages de Tripoli (To the Shores of Tripoli) : Okay Jones
- 1942 : Smart Alecks : Butch Brocalli
- 1942 : Le Château des loufoques (The Boogie Man Will Get You) : Maxie
- 1942 : The Yanks Are Coming : Butch
- 1943 : My Son, the Hero (it) : Kid Slug Rosenthal
- 1943 : Here Comes Kelly : Trixie Bell
- 1943 : Swing Fever : Rags
- 1944 : Allergic to Love : Max
- 1944 : Three of a Kind : Maxie
- 1944 : Irish Eyes Are Smiling : Stanley Ketchel
- 1944 : Crazy Knights : Maxie Rosenbloom
- 1945 : Night Club Girl : Percival J. Percival
- 1945 : Trouble Chasers : Maxie Rosenbloom
- 1945 : Penthouse Rhythm : Health Spa Proprietor
- 1945 : Men in Her Diary : Moxie
- 1947 : The Perils of Pauline : Maxie - sound man on set of Pearl White serial
- 1948 : Hazard : Chauffeur de camion
- 1950 : Two Roaming Champs
- 1951 : Mr Universe
- 1951 : Wine, Women and Bong : Maxie
- 1951 : Skipalong Rosenbloom : Skipalong Rosenbloom
- 1951 : The Champs Step Out : Maxie Rosenbloom
- 1952 : Rootin' Tootin' Tenderfeet : Maxie, (as Maxie Rosenbloom)
- 1955 : Deux nigauds et les flics (Abbott and Costello Meet the Keystone Kops) : Hinds
- 1956 : Un vrai cinglé de cinéma (Hollywood or Bust) : Bookie Benny
- 1958 : Les Monstres sur notre planète (I Married a Monster from Outer Space) : Max Grady (bartender)
- 1959 : Les Beatniks : Wrestling Beatnik
- 1960 : Le Dingue du palace (The Bellboy) de Jerry Lewis : Maxie, Gangster
- 1962 : Two Guys Abroad
- 1967 : Cottonpickin' Chickenpickers
- 1969 : My Side of the Mountain : Flint Seller